# Moon Music
Moon Music (título completo Music of the Spheres Vol. II: Moon Music) é o décimo álbum de estúdio da banda britânica de rock Coldplay. Foi lançado em 4 de outubro de 2024 pela Parlophone no Reino Unido e pela Atlantic Records nos Estados Unidos, sendo a sequência de From Earth with Love (2021), parte do projeto Music of the Spheres. Ambos os álbuns estão sendo promovidos simultaneamente através da Music of the Spheres World Tour. O álbum conta com participações especiais de Jon Hopkins, Burna Boy, Little Simz, Elyanna, Tini e Ayra Starr. A produção foi majoritariamente feita por Bill Rahko, Dan Green, Michael Ilbert e Max Martin, com contribuições adicionais de Hopkins, Ilya Salmanzadeh, Oscar Holter e The Chainsmokers.
Em 6 de outubro de 2024, a banda Coldplay lançou a versão deluxe do álbum, denominada "Full Moon Edition". A nova versão conta com 10 faixas inéditas.

## História
Em 17 de junho de 2024, o Coldplay anunciou através de suas redes sociais que Moon Music seria lançado em 4 de outubro. Em 16 de agosto de 2024, a banda revelou a lista de faixas do álbum. El Mundo, Los Angeles Times e Vulture classificaram o álbum entre os mais aguardados do ano.

## Gravação
O álbum foi parcialmente gravado no estúdio Punta Paloma em Tarifa, Espanha. O Coldplay passou duas semanas no local – entre julho e agosto de 2024 – e usou o estúdio como "base de operações" enquanto realizava seus shows em Roma, Düsseldorf e Helsinque. Quando questionado sobre o significado do título, Chris Martin afirmou que "tem a ver com aceitar todas as diferentes fases [da vida]" e "brilhar sua luz sem precisar de nada em troca".

## Lista de faixas
Os membros compositores do Coldplay são Guy Berryman, Jonny Buckland, Will Champion e Chris Martin.
| Lista de faixas da edição padrão de Moon Music |                                                                          | |                                                                                          |         |  |
| N.º                                            | Título                                                                   | Compositor(es) | Produtor(es)                                                                             | Duração |  |
| 1.                                             | "Moon Music" (com a participação de Jon Hopkins)                         | Coldplay, Hopkins, John Metcalfe | Bill Rahko, Daniel Green, Hopkins e Max Martin                                           | 4:36    |  |
| 2.                                             | "Feels Like I'm Falling in Love"                                         | Coldplay, Hopkins, Apple Martin, Max Martin, Tim Rutili | Rahko, Green, Max Martin, Michael Ilbert, Oscar Holter                                   | 3:56    |  |
| 3.                                             | "We Pray" (com a participação de Little Simz, Burna Boy, Elyanna e Tini) | Coldplay, Simbiatu Ajikawo, Shawn Carter, Elian Marjieh, Max Martin, Damini Ogulu, Mauricio Rengifo, Davide Rossi, Ilya Salmanzadeh, Martina Stoessel, Andrés Torres | Rahko, Green, Ilya, Max Martin, Ilbert                                                   | 3:53    |  |
| 4.                                             | "Jupiter"                                                                | Coldplay, Max Martin, Salmanzadeh, Jacob Collier, Olivia Waithe, Moses Martin                                                                                        | Rahko, Green, Ilya, Max Martin, Ilbert, Stargate[a]                                      | 4:00    |  |
| 5.                                             | "Good Feelings" (com a participação de Ayra Starr)                       | Coldplay, Oyinkansola Aderibigbe, Alex Pall, Nile Rodgers, Andrew Taggart                                                                                            | Rahko, Green, Max Martin, Ilbert, Holter, The Chainsmokers, Hopkins[a], Tate McDowell[a] | 3:37    |  |
| 6.                                             | "Alien Hits / Alien Radio"                                               | Coldplay, Devin Powers, Maya Angelou, Hopkins, Kaori Muraji, Max Martin                                                                                              | Rahko, Green, Hopkins, Max Martin, Ilbert                                                | 6:09    |  |
| 7.                                             | "IAAM"                                                                   | Coldplay, Holter, Max Martin | Rahko, Green, Max Martin, Ilbert, Holter, Hopkins[a]                                     | 3:03    |  |
| 8.                                             | "Aeterna"                                                                | Coldplay, Louis Cole, Green, Hopkins, Max Martin, José Velazquez | Rahko, Green, Hopkins, Max Martin, Ilbert, BabeTruth[a]                                  | 4:13    |  |
| 9.                                             | "All My Love"                                                            | Coldplay, Moses Martin, Metcalfe | Rahko, Green, Ilya, Max Martin, Ilbert, Holter                                           | 3:42    |  |
| 10.                                            | "One World"                                                              | Coldplay, Denise Carite, Brian Eno, Shaneka Hamilton, A. Martin, Metcalfe, Rahko                                                                                     | Rahko, Green, Max Martin, Ilbert                                                         | 6:47    |  |
| Duração total:                                 | Duração total:                                                           | Duração total: | Duração total:                                                                           | 43:57   |  |

Notas
- ↑[a]  significa um produtor adicional.
- A edição do álbum da Apple Music também inclui um vídeo intitulado A Film for the Future (0:24).
- A edição "Notebook" do álbum também inclui um memorando de voz para cada música, mostrando seu desenvolvimento durante o processo de composição.
- Com exceção de "Feels Like I'm Falling in Love", todas as faixas são estilizadas em letras maiúsculas, embora a letra "i" permaneça em minúscula.
- "Feels Like I'm Falling in Love" é estilizada em letras todas minúsculas, sem espaços entre elas.
- "Alien Hits / Alien Radio" é estilizado como "🌈" em plataformas selecionadas, sendo uma combinação das faixas "Neon Forest", "Alien Hits / Alien Radio: Opus 5" e "Angel Song".
- "IAAM" é uma abreviação de "I Am a Mountain".

Créditos de amostras
- "Moon Music" contém um trecho de "Forever Held", de Jon Hopkins, e interpola várias obras do Coldplay.
- "Feels Like I'm Falling in Love" contém uma amostra de "Funeral Singers", interpretada por Sylvan Esso e escrita por Tim Rutili.
- "Neon Forest" contém uma amostra de "Drone in C" de Sinerider.
- "Angel Song" contém uma amostra de uma aparição de Maya Angelou no Oprah's Master Class.
- "Aeterna" contém uma amostra de "Weird Part of the Night", escrita e interpretada por Louis Cole.